# Cutral-Có
Cutral-Có är en ort i Argentina.   Den ligger i provinsen Neuquén, i den sydvästra delen av landet, 1 100 km väster om huvudstaden Buenos Aires. Cutral-Có ligger 613 meter över havet och antalet invånare är 47 380.
Terrängen runt Cutral-Có är lite kuperad. Cutral-Có är det största samhället i trakten.
Runt Cutral-Có är det i huvudsak tätbebyggt. Runt Cutral-Có är det ganska glesbefolkat, med 50 invånare per kvadratkilometer.